# L'Ami du peuple (Belgique)
Pour les articles homonymes, voir L'Ami du peuple.
 (janvier 2024).
Si vous disposez d'ouvrages ou d'articles de référence ou si vous connaissez des sites web de qualité traitant du thème abordé ici, merci de compléter l'article en donnant les références utiles à sa vérifiabilité et en les liant à la section « Notes et références ».
L'Ami du Peuple est un quotidien belge francophone publié par la maison d’édition Volksverwering-Défense du Peuple (créée en 1937), qui publiait aussi son équivalent néerlandophone Volksche Aanval (L’assaut du peuple).